# 吉茲拉阿迦

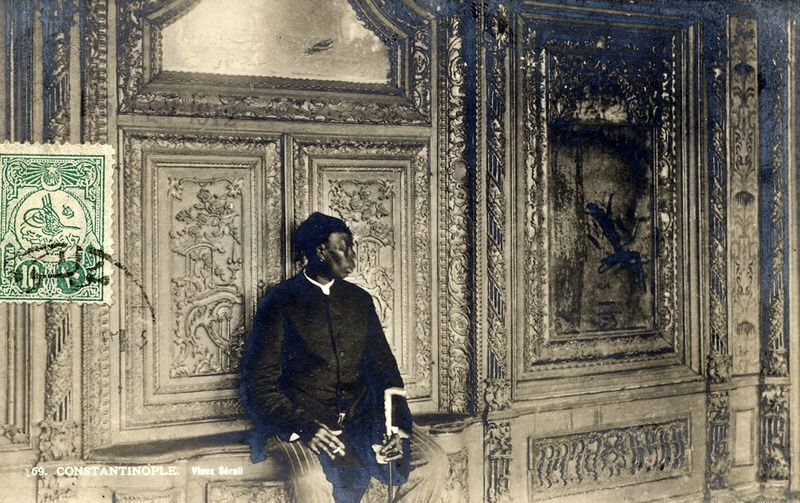
1912年摄于君士坦丁堡。阿卜杜勒-哈米德二世在位期间的黑人后宫总管太监。

吉茲拉阿迦（土耳其語：Kızlar Ağası，鄂圖曼土耳其語：قيزلر اغاسی）是奧斯曼帝國時期君士坦丁堡管理蘇丹後宮的首領太監。由於他接近蘇丹和后宮女性，所以在宮廷中扮演重要的角色，這個職位被列為奧斯曼帝國最重要的職位直到19世紀初，而且生存至奧斯曼帝國終結。由於這職位一直被黑人佔領，因此又稱黑人首領太監。他們多出身努比亞地區。

## 歷史與權力
吉茲拉阿迦的職位是在1574年穆拉德三世統治時期建立的，埃塞俄比亞人穆罕默德阿迦是其第一個任職者。在那之前，奧斯曼宮殿一直由白人太監主導，主要來自巴爾干半島或高加索地區的基督教人口。然而在16世紀，托普卡珀宮的人口迅速增加，包括太監在內，其人數從塞利姆一世時期的40人上升到穆拉德三世時期的上千人。雖然在1592年黑人太監與宮廷中的白人太監一起服役，但由於原因尚不清楚，黑人宦官與白人太監的分離已經確立：白太監被限制在監督之下的童僕，而黑太監接管了對蘇丹和宮女（后宮）內宮的管理(因蘇丹的妃子多是白人，為防有染故改用黑人)。因此，黑太監長迅速排除了白人太監的影響力。實際上是整個宮殿的主要官員”。在十七世紀和十八世紀的職位權力高峰期，基茲拉阿迦是第一級（“有三個禿克”）的大臣，在國家官員等級中位居第三，僅次於帝國大維齊爾（即宰相）和主要的宗教權威--謝赫伊斯蘭。
這個職位的權力不僅來源於它與蘇丹的距離，而且來源於它與強大的蘇丹皇太后以及支配政治的蘇丹後宮的聯繫。吉茲拉阿迦也是後宮與外廷之間事實上的唯一中介，控制著來往的信息，此外，他是唯一一位允許將大維齊爾的通信帶給蘇丹並在公共儀式中得到公認的角色的唯一的個人。他在宮中的職責還包括監督蘇丹的教育，直到他們進入青春期進入宮廷學校。
在奧斯曼法律理論中，蘇丹應該完全通過大維齊爾來處理國家事務，但實際上這種安排很多時候不成立，因蘇丹與太監們關係更近，而不是與大維齊爾。吉茲拉阿迦政治權力儘管只在幕後行使，但它的影響力非常大，影響了帝國政策，並有時控制了對大維齊的任命，甚至干涉王位繼承問題。
首席黑人太監經常參與政治活動，導致與大維齊爾引發政爭。導致至少由大維齊爾斯拉赫達爾·達瑪特·阿里·帕夏在1715年試圖通過禁止招募和閹割黑奴來遏制他們的影響力，但這從來沒有實現過，不久後他也去世。1731年另一位大維齊爾易卜拉欣企圖逼巴希爾阿迦退休反而導致自己被免職。

## 瓦合甫的管理
吉茲拉阿迦的還是伊斯蘭聖城麥加與麥地那的慈善基金會和瓦合甫管理人。以及每年向他們發送禮物的儀式。指定用於維護穆斯林聖地的部門早在鄂圖曼宮廷成立以來就已經建立起來了，並且自15世紀後期以來，他們的管理權就交給了特別部門。 最初在卡帕阿迦(白人太監)的全面監督下，1586年穆拉德三世將責任轉交給吉茲拉阿迦。

## 招募和培訓
自從穆拉德三世的前任塞利姆二世以來，黑奴成了蘇丹后宮婦女的護衛，他們通常是從努比亞購買的男孩，然後被閹割並導入皇宮服役（1566-1574年），並繼續如此受僱，直到奧斯曼帝國結束。太監通常收到一個新名，經過在宮廷學校的一段時間的訓練後，他們進入了后宮。太監從普通招募人員（enaşağı，字面意思是“最低的”，acemiağa，“未受過訓練的人”）開始，逐漸晉升到從nevbet kalfa（“代視者”）即后宮的守衛。完成訓練並服役一段時間後，一些人從守衛職責中分離出來，轉移到其他職務:蘇丹的私人陪同人員帶領后宮祈禱的太監伊瑪目，后宮的掌櫃（haznedarağası）或監督其他太監工作的müsendereci。最高級的太監被稱為hasıllı，來自一個阿拉伯詞，意思是“產品”、
他們住在托普卡帕皇宮的百鳥門附近有自己寬敞的公寓，而在他監督下的其他太監住在一個三層營房中狹窄而且相當骯髒的地方。當他們被解僱時，會獲得了退休金(asatlık，字面上是“自由的文件”），並從1644年被流放到埃及省或漢志。因此，服役中的吉茲拉阿迦經常會在埃及購買財產並準備在他們自己的地方建立自己的財產，在埃及享受舒適的退休生活。因此他們成為當地的貴族，並參與貿易和農業。